# Petroviči
Petroviči (pronuncia: Petròvici, in russo Петровичи?) è un villaggio situato nella provincia (rajon) di Šumjači della regione (oblast') di Smolensk in Russia, circa 400 km a sud-ovest di Mosca, a 16 km a est del confine con la Bielorussia. Nel 1998 contava 215 abitanti. È noto per essere il villaggio natale di Isaàc Asìmov.